# One More Try (George Michael)
One More Try è una canzone del cantante inglese George Michael, quinto singolo estratto dal suo primo album solista Faith.
È una ballata della durata di circa sei minuti, il cui testo racconta la mancanza del cantante a cimentarsi con un nuovo rapporto amoroso, a causa delle ferite emotive causate dalle precedenti esperienze. Nonostante il successo del brano, ha avuto una limitata diffusione radiofonica a causa della lunghezza fuori dagli standard radiofonici.
One More Try ha raggiunto la posizione n°8 della Official Singles Chart, ma divenne il settimo singolo di Michael a raggiungere la posizione n°1 nella Billboard Hot 100 negli Stati Uniti. Quattro dei sei singoli estratti dalla Faith sono andati al numero uno in America, mentre in confronto, nessuno è riuscito a farlo nel Regno Unito. One More Try è stato l'ultimo singolo di un artista bianco a raggiungere la posizione n°1 nella Hot R&B/Hip-Hop Songs, fino al 2007 quando in vetta ci fu Robin Thicke con la sua Lost Without U.

## Tracce
One More Try Maxi CD
1. One More Try (7" version) – 5:54
2. One More Try (12" version) – 6:25
3. One More Try (More 7" Remix Style) – 3:41

## Remix ufficiali
- Album version – 5:50
- Instrumental – 5:49
- More 7" Remix Style – 5:35
- More 7" Remix version – 5:41
- 12" version – 7:20

## Classifiche
| Classifica (1988)                | Posizione massima |
| -------------------------------- | ----------------- |
| Australia                        | 34                |
| Austria                          | 19                |
| Belgio (Fiandre)                 | 3                 |
| Canada                           | 1                 |
| Finlandia                        | 7                 |
| Francia                          | 5                 |
| Germania                         | 22                |
| Irlanda                          | 1                 |
| Italia                           | 20                |
| Norvegia                         | 7                 |
| Nuova Zelanda                    | 8                 |
| Paesi Bassi                      | 4                 |
| Regno Unito                      | 8                 |
| Spagna                           | 20                |
| Stati Uniti                      | 1                 |
| Stati Uniti (adult contemporary) | 1                 |
| Stati Uniti (R&B)                | 1                 |
| Svezia                           | 4                 |
| Svizzera                         | 4                 |

## Cover
Nel 1999 il trio femminile Divine realizzò un cover del brano, utilizzandola come secondo singolo dal loro album di debutto Fairy Tales.
Nel 2014 la cantante Mariah Carey inserisce nel suo quattordicesimo album di studio intitolato Me. I am Mariah... The Elusive Chanteuse la cover di questo pezzo. Il sound rimane simile, con un beat più accentuato e una melodia più marcata. Non mancano i passaggi tra bassi e acuti, caratteristici della cantante.